# Potjomkin (schip)

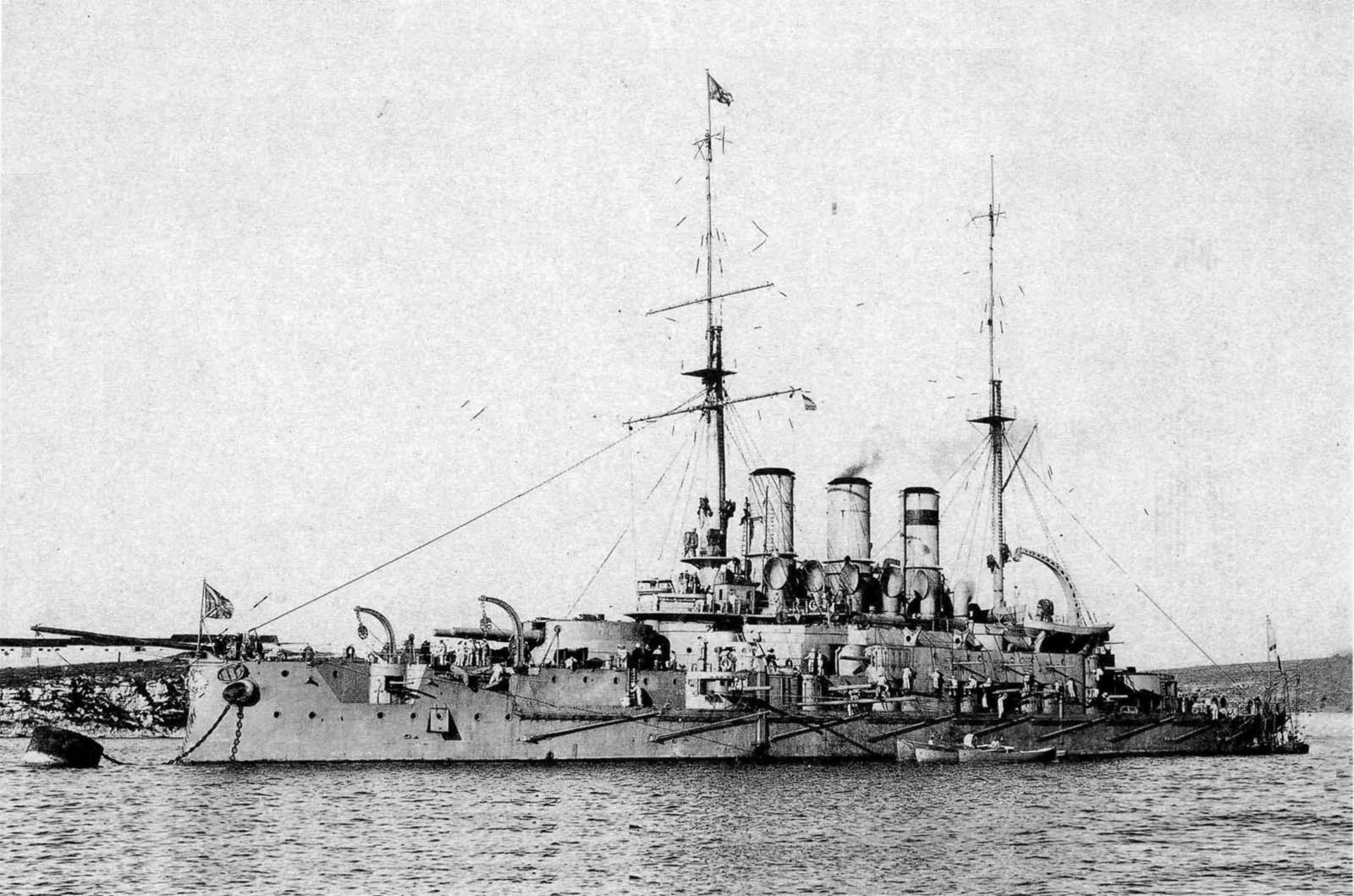
Panteleimon in de zomer van 1912

De pantserkruiser Potjomkin (Russisch: Броненосец Потёмкин, Bronenosets Potjomkin) was een Russisch slagschip dat in de vaart werd genomen in 1904 als Kniaz Potemkin Tavricheskiy en bekendheid verwierf na de beruchte muiterij in 1905, waar de voltallige bemanning in opstand kwam tegen haar officieren.

## Planning en bouw
In 1895 begon de Russische Keizerlijke Marine met het ontwerp voor een nieuw slagschip. Het ontwerp werd uiteindelijk goedgekeurd op 12 juni 1897, hoewel er tijdens de bouw nog steeds wijzigingen zijn aangebracht die de bouw hebben vertraagd. De bouw van Potjomkin begon op 27 december 1897 en de kiel werd gelegd op de Nikolajev admiraliteitswerf op 10 oktober 1898. Het schip werd tewatergelaten op 9 oktober 1900 en overgebracht naar Sebastopol voor de finale afbouw. In september 1903 begonnen de proefvaarten en deze gingen door tot begin 1905. Het schip kreeg de naam Potjomkin, ter ere van Grigori Potjomkin. Hij was een prins, maarschalk, staatsman en favoriet van Catherina II de Grote.

## Beschrijving
De Potjomkin was 113 meter lang bij de waterlijn. Ze was 22,3 m breed, had een diepgang van 8,2 m en een waterverplaatsing van 13.100 ton. Haar bemanning bestond uit 26 officieren en 705 matrozen.

### Aandrijving
Het schip was uitgerust met twee drievoudige expansie-stoommachines die elk één schroef aandreven, met een totaal vermogen van 10.600 pk (7.900 kW). Tweeëntwintig Belleville-ketels leverden stoom, waarvan acht ketels met olie werden gestookt en de resterende 14 met kolen. Tijdens de proefvaart op 31 oktober 1903 werd een topsnelheid van 16,5 knopen (30,6 km/h) bereikt. Een olielekkage veroorzaakte een ernstige brand op 2 januari 1904. De marine besloot daarop alle ketels met steenkool te stoken. Het kon 1100 ton kolen in de bunkers meenemen waarmee ze een afstand van 3200 zeemijl (5900 km) kon afleggen bij een snelheid van 10 knopen (19 km/h).

### Bewapening
De hoofdbewapening bestond uit vier 305mm-kanonnen gemonteerd in dubbele geschuttorens op het voor- en achterschip. De aandrijving was elektrisch en ze waren afgeleid van de torens van de slagschepen van de Petropavlovsk-klasse. De kanonnen hadden een maximale elevatie van +15° en de vuursnelheid was, met één schot per vier minuten, laag. De granaten wogen 338 kg en werden afgevuurd met een mondingssnelheid van 851 m/s. Bij een elevatie van +10° was het bereik 12.000 m. Voor ieder kanon werden 60 granaten in de magazijnen meegevoerd.
De 16 snelvuurkanonnen met een kaliber van 152mm werden gemonteerd in kazematten. Twaalf hiervan werden aan de zijkanten van de scheepsromp geplaatst en de overige vier in de hoeken van de bovenbouw geplaatst. Ze vuurden granaten af van 41,5 kg met een snelheid van 792 m/s. Het bereik lag op 11.500 m bij een elevatie van +20°. Per kanon waren er 160 granaten aanwezig.
De kleinere kanonnen waren bestemd om torpedoboten op afstand te houden. Het waren snelvuurkanonnen met een beperkt bereik. Tot slot waren er vijf torpedobuizen van 381mm, waarvan een in de boeg en twee aan elke zijde. Per buis waren er drie torpedo’s aanwezig. In 1915 werden twee 57mm-luchtafweerkanonnen op de bovenbouw van het schip gemonteerd en in 1916 zijn daar nog twee 75mm-kanonnen aan toegevoegd. Begin 1916 waren alle torpedobuizen verwijderd.

## Opstand
Voorafgaand aan de Eerste Russische Revolutie van 1905 vonden er verscheidene opstanden plaats. De RSDAP had voordien al gepland om in de herfst van 1905 een massale opstand uit te voeren op alle schepen van de Zwarte Zeevloot. Op de Potjomkin ontstond er echter voordien al een spontane opstand. De aanleiding was de weigering van de bemanning op 14 juni 1905 om verrot vlees te eten. De officieren droegen vervolgens enkele mariniers op om de onruststokers te executeren, maar zij weigerden het bevel en sloten zich aan bij de muiters. Nadien werden er enkele officieren vermoord en zette het schip opnieuw koers naar de thuishaven in Odessa, met een rode vlag in de mast. De regering stuurde vervolgens enkele schepen om de Potjomkin te heroveren, maar ook deze schepen sloten zich aan bij de opstandelingen. Uiteindelijk vluchtte de Potjomkin naar Roemenië, waar het schip werd overgedragen aan de autoriteiten. De bemanning zou pas in 1917 terugkeren naar Rusland. Deze opstand ondermijnde het gezag van het tsaristische regime aanzienlijk. Het latere sovjet-bewind heeft de propagandawaarde van dit incident uitgebuit met de wereldberoemde, maar historisch onbetrouwbare verfilming ervan in 1925 door Sergej Eisenstein.
Het schip werd al snel terug gesleept en de naam gewijzigd in Panteleimon. In 1909 was het betrokken bij een ongeluk met een Russische onderzeeër die vervolgens zonk. Twee jaar later raakte het zwaar beschadigd toen ze aan de grond liep. Aan het begin van de Eerste Wereldoorlog nam de Panteleimon nog deel aan enkele gevechtsacties in de Zwarte Zee, maar eind 1915 kreeg ze nevenfuncties nadat het eerste Dreadnought slagschip van Rusland in dienst was gekomen. Ze was toen verouderd en werd in 1918 opgenomen in de reservevloot in Sebastopol.
In mei 1918 viel ze in handen van het Duitse leger. Na de Wapenstilstand van 11 november 1918 werd ze aan de geallieerden overgedragen. De motoren werden door de Britten vernietigd toen zij zich in 1919 terugtrokken uit Sebastopol. Ze werd in 1923 gesloopt.